# Clash of the Champions XXVIII
Clash of the Champions XXVIII fu la ventottesima edizione dell'omonimo evento in pay-per-view; si svolse il 24 agosto 1994 presso il Five Seasons Center di Cedar Rapids, Iowa.

## Evento
Poco prima dell'inizio dello show, Hulk Hogan fu aggredito da un uomo mascherato (interpretato da Arn Anderson, sebbene nella storyline l'aggressore fu alla fine identificato essere Brutus Beefcake). Ricky Steamboat soffrì un grave infortunio alla schiena durante il suo match che lo costrinse al ritiro dal ring, e di fatto pose fine alla sua carriera. Nel main event della serata Ric Flair sconfisse il campione in carica Hulk Hogan per conteggio fuori dal ring, e quindi il titolo WCW World Heavyweight non passò di mano.

## Risultati
| N. | Risultati | Stipulazione                                                   | Durata |
| -- | --- | -------------------------------------------------------------- | ------ |
| 1  | The Nasty Boys (Jerry Sags & Brian Knobbs) sconfissero i Pretty Wonderful (Paul Roma & Paul Orndorff)        | Tag team match                                                 | 09:33  |
| 2  | Ricky Steamboat sconfisse Steve Austin (c)                                                                   | Single match per il WCW United States Heavyweight Championship | 16:02  |
| 3  | Dusty Rhodes & Dustin Rhodes sconfissero Terry Funk & Bunkhouse Buck (Con Col. Robert Parker) per squalifica | Tag team match                                                 | 07:27  |
| 4  | Antonio Inoki sconfisse Lord Steven Regal (con Sir William)                                                  | Single match                                                   | 08:26  |
| 5  | Ric Flair (con Sensuous Sherri) sconfisse Hulk Hogan (c) (con Jimmy Hart e Brother Bruti) per countout       | Single match per il WCW World Heavyweight Championship         | 14:26  |